# Gloeophyllaceae
Gloeophyllaceae is een familie van schimmels behorend tot de orde van Gloeophyllales.

## Geslachten
De familie Gloeophyllaceae bestaat uit de volgende geslachten:
1. Boreostereum
2. Campylomyces
3. Chaetodermella
4. Gloeophyllum
5. Griseoporia
6. Heliocybe
7. Hispidaedalea
8. Jaapia
9. Mycothele
10. Neolentinus
11. Osmoporus
12. Paratrichaptum
13. Veluticeps